# Бронн Чорноводний
Бронн Чорноводний (англ. Bronn) — персонаж серії фентезі-романів «Пісня льоду й полум'я» американського письменника Джорджа Мартіна. З'являється в книгах «Гра престолів» (1996), «Битва королів» (1998), «Буря мечів» (2000) і «Вітру зими».
У телесеріалі «Гра престолів» роль Бронна грає англійський актор Джером Флінн. У серіалі він вперше з'являється в першому сезоні в якості другорядного персонажа і є основним персонажем починаючи з другого сезону.